# Termine (diritto)
Il termine è un evento futuro e certo al cui verificarsi (la scadenza del termine) l'ordinamento giuridico subordina determinati effetti giuridici.
La certezza si riferisce al verificarsi dell'evento (l'an, cioè il se dell'evento medesimo) non al momento in cui avverrà (il quando). Può così essere un termine il giorno 31 dicembre 2025, certo nell'an e nel quando, ma anche il giorno della morte di una determinata persona, incerta nel quando ma certa nell'an. La caratteristica della certezza distingue il termine dalla condizione, incerta nell'an sebbene non necessariamente nel quando.
A seconda degli effetti che si producono alla scadenza si parla di:
- termine iniziale (o dies a quo), allorché fa iniziare l'efficacia di un atto giuridico (contratto, testamento o altro negozio giuridico, atto amministrativo, legge ecc.);
- termine finale (o dies ad quem), allorché fa cessare l'efficacia di un atto;
- termine perentorio, allorché fa venire meno il potere di emanare un atto (decadenza), sicché l'atto emanato dopo la scadenza è da considerarsi invalido;
- termine dilatorio, allorché rende possibile l'emanazione di un atto, sicché l'atto emanato prima della scadenza è da considerarsi invalido;
- termine ordinatorio o acceleratorio, allorché l'ordinamento prevede che un atto debba essere emanato entro la scadenza senza però sanzionare con l'illegittimità l'atto emanato in ritardo (ma prevedendo, di solito, altre conseguenze sanzionatorie, ad esempio a carico della persona che doveva emanare l'atto).

Nei contratti e, in generale, nei negozi giuridici, nonché nei provvedimenti amministrativi, il termine, iniziale o finale, può essere fissato dalla legge (termine legale) o da una clausola inserita nell'atto stesso.
Si denomina proroga la modifica del termine spostando in avanti nel tempo la sua scadenza, nonché l'atto che determina questo effetto giuridico.

## Contratto a tempo determinato
Nel contratto a tempo indeterminato esiste un termine finale temporale allo scadere del quale il contratto cessa di avere effetti giuridici se non per gli obblighi relativi alla cessazione del contratto. Per esempio in un contratto di locazione, che tipicamente prevede un termine, alla scandenza il conduttore non ha più il diritto di utilizzare l'immobile e ha l'obbligo di immettere nel possesso l'usufruttuario dello stesso. Mentre l'usufruttuario deve restituire se versata la caparra con gli interessi. Dopo le parti sono contrattualmente libere. 
Il contratto di lavoro a tempo determinato è utilizzato anche come tipologia di contratto di lavoro, per esempio per il c.d. periodo di prova o nei contratti stagionali o per progetti di durata limitata. Negli ordinamenti dove il welfare lavoristico è particolarmente disciplinato sono spesso utilizzati abusivamente perché favoriscono il licenziamento senza giusta causa.